# اوه، گئورگ
اوه، گئورگ (انگلیسی: Oh, Gevorg) یک فیلم کمدی محصول سال ۱۹۷۹ شوروی به کارگردانی سارگیس پطروسیان است که مشترکاً توسط آرمن‌فیلم و موس‌فیلم تهیه شده‌است.

## بازیگران
- فرونزیک مکرتچیان
- ژنیا آوتیسیان
- اولینا شاهیریان
- ماری رز آبوسفیان
- مارتین آوتیسیان
- هنریک آلاوردیان